# Johannes Zabanius
Johannes Zabanius (Zabanius János, Sachs von Harteneck), (Eperjes, 1664. –  Nagyszeben, 1703. december 5.), lovag, az erdélyi szászok grófja, szebeni királybíró, Isaak Zabanius fia.

## Élete
Atyja evangélikus vallása miatt Eperjesről elűzve Nagyszebenbe költözött át; a fia ott végezte az iskolát és azután Tübingenbe ment, ahol „magister philosophiae” lett és egy ideig előadásokat tartott.
1689-ben visszatérve, 1690-ben városi jegyző lett. Az 1691. április 21-i országgyűlés a Diploma Leopoldinum keresztülvitelének sürgetésére küldöttséget menesztett Bécsbe. A szászok képviselője Zabanius volt, aki majdnem egy évig tartózkodott Bécsben, hogy a vezető köröket az erdélyi bonyolult viszonyokról felvilágosítsa és a szászok érdekében jóindulatra bírja. Lipót császár arany láncot ajándékozott neki; Nagyszeben a Szebenszék bírájává, azután provincialis polgármesterévé választotta; 1698-ban a császár valódi belső kormánytanácsosságot és nemességet adományozott neki Sachs von Harteneck praedikátummal.
1700-ban a szászok grófja lett. 1702-ben ellenfelei felségsértéssel vádolták; a nagyszebeni tanács halálra ítélte és 1703. december 5-én Nagyszebenben lefejezték. A hagyomány szerint kivégzése előtt írta Himmlische Jesus-Gedanken der falschen Welt ab und dem theuren Herrn Jesu zugefallenen Seele című vallásos énekeit.
1847-ben Daniel Roth regényt írt róla.

## Művei
- Dissertatio Academica De Ideis… Tübingae, 1688
- Die, denen schmerzlich leidtragenden Wittwen Cypressen … Hermanstadt, 1693 (Frank Bálint és Rosenau Anna Mária egybekelésére írt versek)